# Ultimate Table Tennis
L'Ultimate Table Tennis est une ligue indienne de tennis de table de niveau professionnel. Lancée en 2017, elle est composée actuellement de 8 équipes. La ligue est organisée par la Fédération indienne de tennis de table. Les champions 2024 sont les Goa Challengers qui ont battu Dabang Delhi TTC en finale.

## Format
Le format a changé au fils des saisons. Initialement les rencontres se jouaient en 9 matchs.
Actuellement, les rencontres de phase de poule se composent de 5 matchs. Chaque match se compose de trois manches. Chaque manche se joue jusqu'à onze points. L'équipe qui a remporté le plus de manche est la gagnante.
| N° | Type | Joueur A          | Joueur B          |
| -- | ---- | ----------------- | ----------------- |
| 1  | MS   | Étranger          | indien            |
| 2  | WS   | indien            | Étranger          |
| 3  | XD   | Étranger / Indien | Étranger / Indien |
| 4  | MS   | indien            | Étranger          |
| 5  | WS   | Étranger          | indien            |

Pour la phase finale - demi et finale, le vainqueur est la première équipe à remporter huit manches.

## Saisons et résultats
Il y a eu cinq saisons d'Ultimate Table Tennis. Les Goa Challengers ont remporté la ligue à deux reprises en 2023 et 2024. Le Dabang Delhi TTC a participé à la finale trois fois et l'a remportée une fois. Les Lions de Chennai ont participé à la finale à deux reprises et l'ont remportée une fois.
| Année | Finale               | Finale   | Finale                   | Lieu                                           | Nombre total d'équipes |
| Année | Champion             | Résultat | Finaliste                | Lieu                                           | Nombre total d'équipes |
| ----- | -------------------- | -------- | ------------------------ | ---------------------------------------------- | ---------------------- |
| 2017  | Faucons TTC          | 14–9     | Les challengers de Shazé | Stade couvert Sardar Vallabhbhai Patel, Mumbai | 6                      |
| 2018  | TTC de Dabang Delhi  | 11–7     | Faucons TTC              | Stade couvert Netaji, Calcutta                 | 6                      |
| 2019  | Les Lions de Chennai | 8–1      | TTC de Dabang Delhi      | Complexe sportif Thyagaraj, New Delhi          | 6                      |
| 2023  | Challengers de Goa   | 8–7      | Les Lions de Chennai     | Complexe sportif Shree Shiv Chhatrapati, Pune  | 6                      |
| 2024  | Challengers de Goa   | 8–2      | TTC de Dabang Delhi      | Stade Jawaharlal Nehru, Chennai                | 8                      |
| 2025  | U Mumba TT           | 8-4      | Jaipur Patriots          | EKA Arena, Ahmedabad                           | 8                      |

## Équipes

### 2017 - Saison 1
| Equipe                  | Joueurs                                                    | Joueurs                                                        | Entraîneurs                     |
| Equipe                  | Messieurs                                                  | Dames                                                          | Entraîneurs                     |
| ----------------------- | ---------------------------------------------------------- | -------------------------------------------------------------- | ------------------------------- |
| Falcons TTC             | Pär Gerell Liam Pitchford Sanil Shetty Arjun Ghosh         | Wu Yang Lee Ho Ching Sutirtha Mukherjee Priyadarshini Das      | Francisco Santos Soumyadeep Roy |
| Shazé Challengers       | Li Ping Andrej Gaćina Soumyajit Ghosh Manav Thakkar        | Han Ying Petrissa Solja Mouma Das Moumita Datta                | Elena Timina A. Muralidhara Rao |
| Dabang Smashers TTC     | Marcos Freitas Kou Lei Sathiyan Gnanasekaran A. Amalraj    | Hu Melek Tetyana Bilenko Madhurika Patkar Mousumi Paul         | Ilija Lupulesku N. Ravichandran |
| DHFL Maharashtra United | Wong Chun Ting João Monteiro Harmeet Desai Ronit Bhanja    | Liu Jia Fu Yu Krittwika Sinha Roy Pooja Sahasrabudhe           | Ferenc Karsai Arup Basak        |
| Oilmax-Stag Yoddhas     | Panayiótis Ghiónis Quadri Aruna Jubin Kumar Abhishek Yadav | Doo Hoi Kem Polina Mikhaïlova Manika Batra Selena D Selvakumar | Vesna Ojstersek Sandeep Gupta   |
| RP-SG Mavericks         | Tiago Apolónia Stefan Fegerl Sharath Kamal Birdie Boro     | Sofia Polcanova Sabine Winter Archana Kamath Amrutha Pushpak   | Peter Engel Sachin Shetty       |

### 2018- Saison 2
| Equipe                | Joueurs                                                             | Joueurs                                                              | Entraîneurs                      |
| Equipe                | Messieurs                                                           | Dames                                                                | Entraîneurs                      |
| --------------------- | ------------------------------------------------------------------- | -------------------------------------------------------------------- | -------------------------------- |
| Dabang Delhi TTC      | Yoshida Masaki Cedric Nuytinck Sathiyan Gnanasekaran Sanish Ambekar | Sakura Mori Adriana Díaz Archana Kamath Manika Batra                 | Andrei Filimon Sachin Shetty     |
| RP-SG Mavericks       | Kou Lei Mattias Karlsson Harmeet Desai Siddhesh Pande               | Doo Hoi Kem Sabine Winter Ayhika Mukherjee Mouma Das                 | Elena Timina Arup Basak          |
| Falcons TTC           | Liam Pitchford Álvaro Robles Sanil Shetty Ronit Bhanja              | Bernadette Szőcs Matilda Ekholm Sutirtha Mukherjee Priyagarshini Das | Vesna Ojstersek Soumyadeep Roy   |
| Empowerji Challengers | Simon Gauzy Tiago Apolónia Manav Thakkar Arjun Ghosh                | Lee Ho Ching Georgina Póta Divya Deshpande Prapti Sen                | Peter Engel A. Muralidhara Rao   |
| Maharashtra United    | Kristian Karlsson João Monteiro Anthony Amalraj Utkarsh Gupta       | Elizabeta Samara Lily Zhang Madhurika Patkar Selena D Selvakumar     | Francisco Santos N. Ravichandran |
| Yoddhas Warriors TTC  | Quadri Aruna Chuang Chih-Yuan Sharath Kamal Ravindra Kotiyan        | Sofia Polcanova Hana Matelová Pooja Sahasrabudhe Sreeja Akula        | Ferenc Karsai Sandeep Gupta      |

### 2019 - Saison 3
| Equipe                  | Joueurs                                         | Joueurs                                            | Entraîneurs                    |
| Equipe                  | Messieurs                                       | Dames                                              | Entraîneurs                    |
| ----------------------- | ----------------------------------------------- | -------------------------------------------------- | ------------------------------ |
| Chennai Lions           | Tiago Apolónia Sharath Kamal Anirban Ghosh      | Petrissa Solja Madhurika Patkar Yashini Sivansakar | Peter Engel A. Muralidhara Rao |
| Dabang Delhi TTC        | Jon Persson Sathiyan Gnanasekaran Parth Virmani | Bernadette Szőcs Krittwika Sinha Roy Naina         | Vesna Ojstersek Sachin Shetty  |
| Goa Challengers         | Álvaro Robles Amalraj Anthony Siddhesh Pande    | Cheng I-ching Archana Kamath Shruti Amrute         | Elena Timina Arup Basak        |
| Puneri Paltan TT        | Chuang Chih-yuan Harmeet Desai Ronit Bhanja     | Sabine Winter Ayhika Mukherjee Selena Selvakumar   | Francisco Santos Parag Agrawal |
| RP-SG Mavericks Kolkata | Benedikt Duda Sanil Shetty Manush Shah          | Matilda Ekholm Manika Batra Prapti Sen             | Zoltan Batorfi N. Ravichandran |
| U Mumba TT              | Kirill Gerassimenko Manav Thakkar Jeet Chandra  | Doo Hoi Kem Sutirtha Mukherjee Moumita Datta       | Jiaqi Zheng Soumyadeep Roy     |

### 2023 - Saison 4
| Equipe             | Joueurs                                              | Joueurs                                           | Entraîneurs                       |
| Equipe             | Messieurs                                            | Dames                                             | Entraîneurs                       |
| ------------------ | ---------------------------------------------------- | ------------------------------------------------- | --------------------------------- |
| Bengaluru Smashers | Kirill Gerassimenko Sanil Shetty Ankur Bhattacharjee | Natalia Bajor Manika Batra Poymantee Baisya       | Vesna Ojstersek Sachin Shetty     |
| Chennai Lions      | Benedikt Duda Sharath Kamal Payas Jain               | Liu Yangzi Sutirtha Mukherjee Prapti Sen          | Jörg Bitzigeio Somnath Ghosh      |
| Dabang Delhi TTC   | Jon Persson Sathiyan Gnanasekaran Anirban Ghosh      | Barbora Balážová Ayhika Mukherjee Sreeja Akula    | Slobodan Grujić A Muralidhara Rao |
| Goa Challengers    | Álvaro Robles Amalraj Anthony Harmeet Desai          | Suthasini Sawettabut Reeth Tennison Krittwika Roy | Elena Timina Parag Agrawal        |
| Puneri Paltan TTC  | Omar Assar Manush Shah Snehit Suravajjula            | Hana Matelová Archana Kamath Anusha Kutumbale     | Zoltan Batorfi N. Ravichandran    |
| U Mumba TT         | Quadri Aruna Manav Thakkar Sudhanshu Grover          | Lily Zhang Mouma Das Diya Chitale                 | Francisco Santos Anshul Garg      |

### 2024 - Saison 5
| Equipe              | Joueurs                                              | Joueurs                                             | Entraîneurs                   |
| Equipe              | Messieurs                                            | Dames                                               | Entraîneurs                   |
| ------------------- | ---------------------------------------------------- | --------------------------------------------------- | ----------------------------- |
| Bengaluru Smashers  | Álvaro Robles Amalraj Antony Jeet Chandra            | Lily Zhang Manika Batra Taneesha Kotecha            | Elena Timina Anshuman Roy     |
| Ahmedabad SG Pipers | Lilian Bardet Manush Shah Jash Modi                  | Bernadette Szőcs Pritha Vartikar Reeth Rishya       | Francisco Santos Jay Modak    |
| Dabang Delhi TTC    | Andreas Levenko Sathiyan Gnanasekaran Yashansh Malik | Orawan Paranang Diya Chitale Lakshita Narang        | Vesna Ojstersek Sachin Shetty |
| U Mumba TT          | Quadri Aruna Manav Thakkar Akash Pal                 | María Xiao Sutirtha Mukherjee Kavyasree Baskar      | John Murphy Anshul Garg       |
| Goa Challengers     | Mihai Bobocica Harmeet Desai Sudhanshu Grover        | Liu Yangzi Yashaswini Ghorpade Sayali Wani          | Zoltan Batorfi Subhajit Saha  |
| Puneri Paltan TT    | João Monteiro Anirban Ghosh Ankur Bhattacharjee      | Nina Mittelham Ayhika Mukherjee Yashini Sivashankar | Jorg Bitzigeio Parag Agarwal  |
| Jaipur Patriots     | Cho Seung-min Snehit Suravajjula Ronit Bhanja        | Suthasini Sawettabut Sreeja Akula Moumita Dutta     | Ronald Redep Somnath Ghosh    |
| Chennai Lions       | Jules Rolland Sharath Kamal Abhinandh PB             | Sakura Mori Mouma Das Poymantee Baisya              | Tobias Bergman Subin Kumar    |

### 2025 - Saison 6
Elle se déroule du 31 mai au 15 juin 2025.
| Equipe                 | Joueurs                                                | Joueurs                                             | Entraîneurs                 |
| Equipe                 | Messieurs                                              | Dames                                               | Entraîneurs                 |
| ---------------------- | ------------------------------------------------------ | --------------------------------------------------- | --------------------------- |
| Ahmedabad SG Pipers    | Snehit Suravajjula Ricardo Walther Divyansh Srivastava | Manika Batra Yashini Sivashankar Giorgia Piccolin   | Pavel Rehorek Sachin Shetty |
| Chennai Lions          | Kirill Gerassimenko Sudhanshu Grover Payas Jain        | Fan Siqi Poymantee Baisya Nikhat Banu               |                             |
| Dabang Delhi TTC       | Quek Izaac Sathiyan Gnanasekaran Sourav Saha           | Maria Xiao Suhana Saini Diya Chitale                |                             |
| Goa Challengers        | Vitor Ishiy Harmeet Desai Ronit Bhanja                 | Zeng Jian Sayali Wani Krittwika Sinha Roy           |                             |
| Jaipur Patriots        | Kanak Jha Jeet Chandra Yashansh Malik                  | Britt Eerland Sreeja Akula Pritha Vartikar          |                             |
| Kolkata Thunder Blades | Quadri Aruna Ankur Bhattacharjee Deepit Patil          | Adriana Díaz Ananya Chande Selena Selvakumar        |                             |
| Pune Jaguars           | Álvaro Robles Anirban Ghosh Mudit Dani                 | Zion Lee Reeth Rishya Taneesha Kotecha              |                             |
| U Mumba TT             | Lilian Bardet Akash Pal Abhinandh PB                   | Bernadette Szőcs Yashaswini Ghorpade Swastika Ghosh | John Murphy Jay Modak       |